# DB-Baureihe VT 98
DB-Baureihe VT 98 — рельсовый автобус, выпускавшийся в 1955—1962 годах для железных дорог Западной Германии. За годы производства было выпущено 329 моторных вагонов для замены поездов с паровой тягой в пассажирском сообщении на местных линиях. Для работы совместно с моторными вагонами выпускались дополнительные прицепные вагоны и безмоторные вагоны управления. Сохраненные вагоны эксплуатируются частными ассоциациями. Некоторые рельсовые автобусы данной серии эксплуатировались в Австрии.

## История
VT 98.9 был разработан в середине 1950-х годов, в отличие от VT 95.9, мощность которого была недостаточной для работы в местном сообщении, так как он был оборудован только одним дизельным двигателем, VT 98.9 имел два дизельных двигателя. В отличие от VT 95.9, VT 98.9 имел винтовую стяжку и буфера, соответствующие центрально-европейскому стандарту, так что к нему возможно было прицеплять железнодорожные вагоны и использовать рельсовый автобус в качестве локомотива. Данная возможность иногда использовалась для экспресс-доставки грузов, посредством прицепки к рельсовому автобусу грузовых вагонов, а также используется для увеличения количества перевозимых пассажиров, прицепкой пассажирских вагонов, либо соответствующих вагонов данной серии. Нагрузка на крюке винтовой стяжки, которую мог выдержать рельсовый автобус, была значительно ниже, чем у локомотивов, вследствие чего количество прицепляемых вагонов и их вес были ограничены. Кроме этого, вагоны VT 98.9 могут быть прицеплены в хвост другого поезда, для следования в его составе.
На всех моторных вагонах данной серии под рамой кузова были установлены дизельные двигатели типа U 10 Büssing, аналогичные установленным на берлинские двухэтажные автобусы типа D2u. Коробка передач с шестью скоростями была поставлена компанией ZF Friedrichshafen AG. Вместо педали акселератора у этих вагонов была установлена рукоятка слева от места водителя. Для работы на участках с крутыми уклонами рельсовый автобус также оснащался моторным тормозом.
В 1968 году был изменен учётный номер серии с VT 98.9 на 798, прицепным вагонам присвоены номера 998,0-3, а безмоторным вагонам управления — 998,6-9. Нумерация вагонов управления при этом была увеличена на 600 (VS 98 001 стало 998 601-9).
В 1988 году 47 моторных вагонов, 23 прицепных и 45 вагонов управления были переоборудованы для обслуживания в одно лицо. Данные вагоны были оборудованы пневматическим устройствами блокировки дверей и кассами для водителя. Указанные машины получили серийные номера 796 и 996.
В 2015 году компанией "Initiative Fuchstal-Bahn" был приобретен рельсовый автобус в трёхвагонном исполнении для организации с июля 2015 года специальных туристических поездок в районе Шонгау.